# Mondrian (software)
Mondrian è un software open source per interrogazioni di tipo OLAP (OnLine Analytical Processing) server, scritto in Java; esso supporta il linguaggio di interrogazione MDX (Espressioni MultiDimensionali), l'analisi XML for Analysis e specifiche interfacce olap4j Le istruzioni appaiono come SQL, ma risultano essere in realtà un aggregato di dati nella memoria cache.
Mondrian è usato per:
- Alte performance, analisi interattiva di grandi o piccole quantità di dati
- Esplorazione dimensionale dei dati, per esempio analizzando la vendita della linea di prodotti, per regione, per periodo temporale,...
- Eseguendo il parsing del linguaggio MDX in SQL (Structured Query Language) per ricevere risposte in query dimensionali.
- Alta velocità delle queries attraverso l'uso di tabelle aggregate in RDBMS
- Calcoli avanzati usando espressioni di calcolo del linguaggio MDX

## Mondrian
Il primo rilascio pubblico di Mondrial è stato il 9 agosto 2002.
In Mondrian l'ipercubo su cui si opera viene definito tramite uno schema xml, nel quale vengono definite le dimensioni con i relativi livelli e le misure.
Nello schema xml vengono definite le corrispondenze tra gli elementi logici del cubo e le tabelle del DBMS, Mondrian trasforma questo schema in una propria struttura su cui è possibile invocare gli operatori dimensionali tramite un apposito linguaggio: MDX.

## Mondrian Analysis
Architettura a 4 livelli:
- Presentation layer: interfaccia di interazione tra utenti e sistema(es. Jpivot), attraverso cui eseguire interrogazioni multidimensionali(es. MDX)
- Dimensional layer: esegue le operazioni sull'ipercubo, in particolare effettua il parsing, valida ed esegue le interrogazioni MDX.
- Star layer: gestione cache per dati aggregati. Un'aggregazione è un insieme di valori delle misure("celle") in memoria, identificate da un insieme di dimensioni su colonne
- Storage layer: gestione delle sorgenti dati (RDBMS)

## Front-end di Mondrian
- JPivot - Reportistica
- Saiku, su analytical-labs.com. URL consultato il 29 maggio 2015 (archiviato dall'url originale il 16 maggio 2015).
- Pentaho Analyzer, su pentaho.com.
- Pivot4J, su pivot4j.org. URL consultato il 29 maggio 2015 (archiviato dall'url originale il 29 maggio 2015).
- EasyBI, su eazybi.com.